# Du ska inte kasta sten
Du ska inte kasta sten släpptes 1980 av Hasse Andersson och är hans debutalbum. Det placerade sig som högst på 34:e plats på Sveriges albumlista. 1990 återutgavs albumet till CD.

## Låtlista
1. Du ska inte kasta sten
2. Stora vita hus
3. Torghandel
4. Min sommarvisa
5. Här e' ja'
6. Septemberkväll
7. Sången om Rose Marie
8. De e svårt o va stilig
9. Tankar om natten
10. Kung Ola
11. Outro

## Listplaceringar
| Lista (1980) | Topplacering |
| ------------ | ------------ |
| Sverige      | 34           |

### Fotnoter
1. ↑  ”Du ska inte kasta sten”. Svensk mediedatabas. 11 mars 1980. https://smdb.kb.se/catalog/id/001887779. Läst 24 oktober 2019.
2. ↑  ”Du ska inte kasta sten”. Svensk mediedatabas. 11 mars 1990. https://smdb.kb.se/catalog/id/001887779. Läst 24 oktober 2019.
3. ↑  ”Du ska inte kasta sten” (på engelska). Swedishcharts. 11 mars 1980. https://swedishcharts.com/showitem.asp?interpret=Kvinnab%F6ske+Band&titel=Du+ska+inte+kasta+stem%2E%2E%2E&cat=a. Läst 20 januari 2008.